# Megalenzephalie-Kapillarfehlbildungen-Polymikrogyrie-Syndrom
Das Megalenzephalie-Kapillarfehlbildungen-Polymikrogyrie-Syndrom (MCAP) ist eine sehr seltene angeborene Erkrankung mit der namensgebenden Kombination verschiedener Fehlbildungen. Die Erkrankung kann als Form der Cutis marmorata teleangiectatica congenita mit zusätzlich abnormal großem Kopf angesehen werden.
Synonyme sind: Megalenzephalie-Kapillarfehlbildung-Syndrom; Megalenzephalie - Cutis Marmorata Telangiectatica Congenita; MCM; MCMTC; Makrozephalie - Cutis Marmorata Telangiectatica Congenita; Megalenzephalie-Kapillarfehlbildung-Syndrom; Makrozephalie - Cutis Marmorata Telangiectatica Congenita; Makrozephalie-kapilläre Fehlbildung-Syndrom

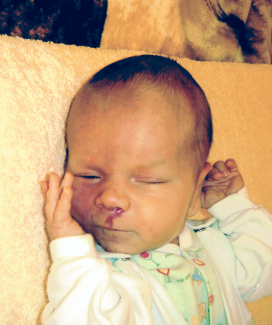
Neugeborenes mit MCAP-Syndrom. Feuermal unter der Nase, auf der rechten Wange kapillare Fehlbildungen

Die Erstbeschreibung stammt aus dem Jahre 1997 durch die US-amerikanischen Ärztinnen Cynthia A. Moore, Helga V. Toriello, Dianne N. Abuelo und Mitarbeiter.
Die Bezeichnung „MCAP“ wurde 2012 von Ghayda M. Mirzaa und Mitarbeitern vorgeschlagen.

## Verbreitung
Die Häufigkeit wird mit unter 1 zu 1.000.000 angegeben, bislang wurde über mehr als 200 Betroffene berichtet.

## Ursache
Der Erkrankung liegen – zumindest teilweise – Mutationen im PIK3CA-Gen auf Chromosom 3 Genort q26.32 zugrunde, welches für die katalytische Untereinheit p110α der Phosphatidylinositid-3-Kinase kodiert.
Mutationen in diesem Gen finden sich auch bei anderen Erkrankungen aus dem PIK3CA-assoziiertes Großwuchssyndrom (PROS).

## Klinische Erscheinungen
Klinische Kriterien sind:
- Manifestation bei Geburt
- Fehlbildungen der Kapillaren an Gliedmaßen, Handflächen, Fußsohlen und Körperstamm
- Megalenzephalie mit Makrozephalie
- Fehlbildungen der Hirnrinde wie Polymikrogyrie
- Wachstumsstörung mit Asymmetrie des Körpers und/oder des Gehirnes
- Entwicklungsverzögerung sprachlich und motorisch
- Gesichtsdysmorphie wie Balkonstirn, Naevus flammeus

Hinzu können neurologische Veränderungen wie Neugeborenenhypotonie  oder selten Krampfanfälle, überstreckbare Gelenke, Syndaktylien kommen. Es soll ein erhöhtes Risiko für eine Entwicklung von Neoplasien sowie für angeborene Herzfehler bestehen.

## Diagnose
Die Diagnose ergibt sich aus der Kombination klinischer Befunde.
Bereits vorgeburtlich sind im Feinultraschall ein Überwuchs des Föten, Makrozephalie, Hydrozephalus, Balkonstirn, Polydaktylie, Körperasymmetrie, Hydramnion, Hydrops fetalis nachweisbar.
Die aktuell vorgeschlagenen Diagnosekriterien schließen Wachstumsasymmetrie/Überwuchs und Gehirnveränderungen mit ein.
Wesentlich ist daher die Magnetresonanztomographie zum Nachweis/Ausschluss von Fehlbildungen im Gehirn wie Polymikrogyrie,
Die klinische Diagnose eines MCAP wird durch den Nachweis struktureller Hirnfehlbildungen mittels MRI unterstützt.

## Differentialdiagnose
Abzugrenzen sind:
- Hemimegalenzephalie
- MPPH-Syndrom (Megalenzephalie-Polymikrogyrie-postaxiale Polydaktylie-Hydrozephalus-Syndrom)
- Klippel-Trénaunay-Weber-Syndrom
- Beckwith-Wiedemann-Syndrom
- PTEN#PTEN-Hamartom-Tumor-Syndrom

## Therapie
Die Behandlung erfolgt multidisziplinär. Die Prognose hängt vom Ausmaß der Symptome ab.